# Leszno Górne (gmina)
Leszno Górne – dawna gmina wiejska istniejąca w latach 1945–1954 w województwie wrocławskim i województwie zielonogórskim (dzisiejsze województwo lubuskie). Nazwa gminy pochodzi od wsi Leszno Górne, lecz siedzibą władz gminy był Dolny Lesin (obecna nazwa Leszno Dolne).
Gmina Leszno Górne powstała po II wojnie światowej na terenie tzw. Ziem Odzyskanych (tzw. II okręg administracyjny – Dolny Śląsk). 28 czerwca 1946 gmina – jako jednostka administracyjna powiatu szprotawskiego – weszła w skład nowo utworzonego woj. wrocławskiego. 6 lipca 1950 gmina wraz z całym powiatem szprotawskim weszła w skład nowo utworzonego woj. zielonogórskiego.
Według stanu z 1 lipca 1952 gmina składała się z 4 gromad: Bobrowice, Leszno Dolne, Leszno Górne i Studzianka. 4 lutego 1954 część gminy Leszno Górne przyłączono do gminy Gromadka w powiecie bolesławieckim w woj. wrocławskim. Gmina została zniesiona 29 września 1954 wraz z reformą wprowadzającą gromady w miejsce gmin. Jednostki nie przywrócono 1 stycznia 1973 wraz z kolejną reformą reaktywującą gminy.